# Christian Gion
Christian Gion (* 10. März 1940 in Tarbes) ist ein französischer Regisseur.
In Deutschland bekannt wird Christian Gion in den 1970er Jahren mit den Filmen Man hat’s nicht leicht auf dieser Welt (1975, mit Bernard Blier und Francis Perrin), Im Garten der Qualen (1976, nach Octave Mirbeau) und Das Freudenhaus in der Rue Provence (1977, mit Francis Huster und Nicole Calfan). Ein Erfolg ist 1978 die romantische Komödie Ein Pauker zum Verlieben, in der sich ein schüchterner Lehrer (Henri Guybet) in die verwitwete Mutter (Claude Jade) eines Schülers verliebt. An diesen Erfolg kann er 1981 mit der Farce Pétrole ! Pétrole ! anknüpfen. Mitte der 1980er hat er nur mäßigen Erfolg mit Komödien wie Vittorio, der Herzensbrecher und Pizza, Miezen und Moneten, beide mit Aldo Maccione. In den 1990er Jahren folgen Zum Teufel mit Paris (mit Michel Galabru) und Wer ist jetzt der Boß (mit Anthony Delon). 

## Filmografie
- 1974: Liebesspiele junger Pärchen (Les Couples du Bois de Boulogne)
- 1975: Man hat’s nicht leicht auf dieser Welt (C’est dur pour tout le monde)
- 1976: Im Garten der Qualen (Le Jardin des supplices)
- 1978: Das Freudenhaus in der Rue Provence (One, Two, Two : 122, rue de Provence)
- 1978: Ein Pauker zum Verlieben (Le Pion)
- 1981: Pétrole! Pétrole!
- 1983: Der Herzensbrecher (Le Bourreau des cœurs)
- 1984: Ich habe den Weihnachtsmann getroffen (J’ai rencontré le Père Noël)
- 1985: Pizza, Miezen und Moneten (Pizzaiolo et Mozzarel)
- 1989: Zum Teufel mit Paris (Le Provincial)
- 1992: Wer ist jetzt der Boß (Sup de fric)
- 2000: Les insaisissables